# Елмор (Минесота)
Елмор (енгл. Elmore) град је у америчкој савезној држави Минесота.

## Демографија
По попису из 2010. године број становника је 663, што је 72 (-9,8%) становника мање него 2000. године.
| Група             | 2000.       | 2010.       |
| Белци             | 660 (89,8%) | 545 (82,2%) |
| Афроамериканци    | 13 (1,8%)   | 18 (2,7%)   |
| Азијати           | 9 (1,2%)    | 1 (0,2%)    |
| Хиспаноамериканци | 35 (4,8%)   | 87 (13,1%)  |
| Укупно            | 735         | 663         |